# Non sono ancora morta
Non sono ancora morta (Not Dead Yet) è una sitcom statunitense creata da Casey Johnson e David Windsor ed è basata sul romanzo Bel pasticcio, Nell Stevens! di Alexandra Potter. Vede come protagonista Gina Rodriguez, Hannah Simone, Lauren Ash, Rick Glassman, Joshua Banday e Angela E. Gibbs e ha debuttato su ABC l'8 febbraio 2023.

## Episodi
| Stagione         | Episodi | Prima TV USA | Pubblicazione Italia |
| ---------------- | ------- | ------------ | -------------------- |
| Prima stagione   | 13      | 2023         | 2023                 |
| Seconda stagione | 10      | 2024         | 2024                 |

## Personaggi e interpreti

### Personaggi principali
- Nell Serrano (stagioni 1-2), interpretata da Gina Rodriguez, doppiata da Erica Necci.[3]
- Sam (stagioni 1-2), interpretata da Hannah Simone, doppiata da Ughetta d'Onorascenzo.[3]
- Lexi (stagioni 1-2), interpretata da Lauren Ash, doppiata da Federica De Bortoli.[3]
- Edward (stagioni 1-2), interpretato da Rick Glassman, doppiato da David Chevalier.[3]
- Dennis (stagioni 1-2), interpretato da Joshua Banday, doppiato da Edoardo Stoppacciaro.[3]
- Cricket (stagioni 1-2), interpretata da Angela E. Gibbs, doppiata da Emanuela Baroni.[3]
- Duncan Rhodes (stagione 2), interpretato da Brad Garrett.

## Distribuzione

### Data di uscita
La prima stagione di Non sono ancora morta è stata trasmessa in prima visione assoluta negli Stati Uniti d'America su ABC dal 8 febbraio 2023, mentre la seconda stagione è stata trasmessa l'anno successivo.
Al di fuori degli Stati Uniti è stata distribuita sul servizio di streaming on demand Disney+, debuttando il 28 giugno 2023, mentre la seconda stagione è stata pubblicata l'anno successivo.

## Accoglienza

### Critica
Sull'aggregatore di recensioni Rotten Tomatoes la serie riceve il 50% delle recensioni professionali positive, mentre su Metacritic ha un punteggio di 58 su 100 basato su 15 recensioni professionali.

## Riconoscimenti
- ASTRA TV Awards
  - 2024 – Candidata per la miglior serie comica di una rete radiotelevisiva[11]
  - 2024 – Candidata per la migliore attrice in una serie comica di una rete radiotelevisiva o via cavo a Gina Rodriguez[11]
- Imagen Awards
  - 2023 – Candidata per la migliore attrice protagonista televisiva - commedia a Gina Rodriguez[12]